# Moriyama Atsushi
Atsushi Moriyama (sinh ngày 13 tháng 4 năm 1977) là một cầu thủ bóng đá người Nhật Bản.

## Sự nghiệp câu lạc bộ
Atsushi Moriyama đã từng chơi cho Yokohama Flügels.